# Behren-Lübchin
Behren-Lübchin település Németországban, Mecklenburg-Elő-Pomeránia tartományban. Lakosainak száma 979 fő (2023. december 31.).

## Népesség
A település népességének változása:
| Lakosok száma | 919  | 917  | 946  | 956  | 979  |
|               | 2017 | 2019 | 2021 | 2022 | 2023 |